# M-30 122mm榴弾砲
122mm榴弾砲M1938(M-30)（ロシア語: 122-мм гаубица образца 1938 года (М-30)）とは、第二次世界大戦勃発直前の1938年にソビエト連邦が開発した榴弾砲である。

## 開発
ソビエト連邦の赤軍は、ロシア帝国軍と同様に師団隷下の砲兵隊に76.2mm野砲と122mm榴弾砲を並行配備する編成をとっており、ロシア革命以来の赤軍の122mm榴弾砲は第一次世界大戦以前に制式採用された、ドイツ・クルップ社の設計を基にしたM1909とフランス・シュナイダー社の設計を基にしたM1910の2種類が配備されていた。
後に、これらは薬室や砲架、駐退復座機を強化するなどの改良を行ったM1909/37やM1910/30に改修されたが、アメリカ合衆国やイギリス、ドイツなどでより長射程の新型火砲が開発されたため、赤軍はより高性能な新型榴弾砲を必要としていた。この要求に基づいて開発されたのが、M-30榴弾砲である。

## 概要

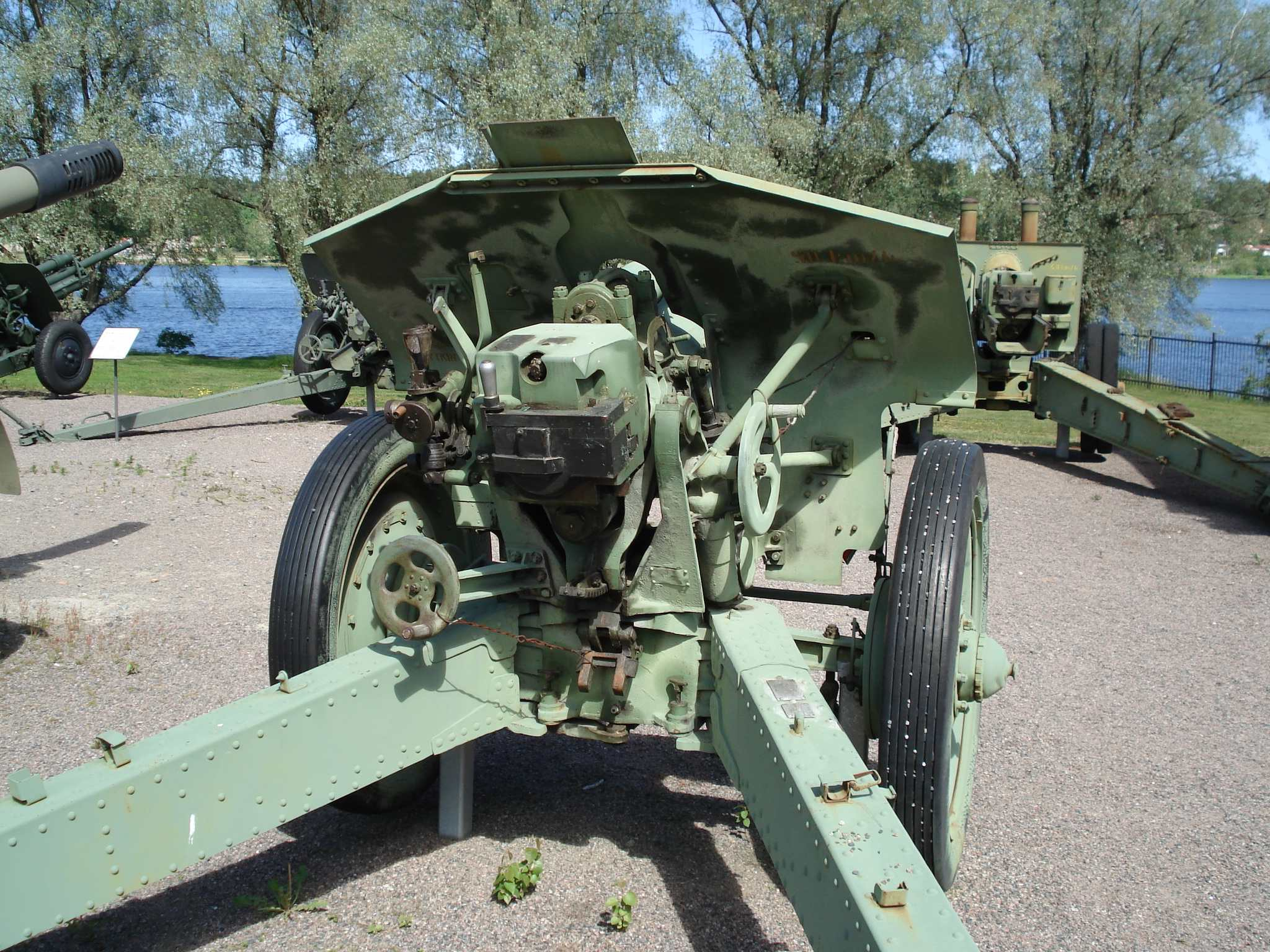
M-30の後部。右側に仰俯角調節ハンドル、左側が左右射角調節ハンドルである。

M-30榴弾砲の口径は従来と同じ122mmであり、薬莢を使用する薬莢砲である。M1909/37やM1910/30用の砲弾も使用可能であるが、M-30用の砲弾なら最高の性能を発揮させることができた。M-30は自動車による牽引を前提に設計されたため、ゴムタイヤとサスペンションを装備しているが、馬でも6頭立てで牽引することは可能である。さらに、従来の単脚式砲架から新型の開脚式砲架を用いたため、左右の射角が広がり柔軟な火力支援が可能となった。脚を開くとサスペンションをロックして安定性を確保するが、緊急時には脚を閉じたままでも砲撃は可能である。
欠点としては、左右旋回角調節ハンドルと仰俯角調節ハンドルがそれぞれ左側と右側にあるため、照準手（砲の左側に照準器がある）一人で照準を調節できないという点があげられるが、これは当時のソ連製の野砲や榴弾砲のほぼ全てに共通するものであり、ZIS-3(M1943) 76.2mm野砲でようやく解決した。
アメリカのM2A1（M101）やドイツの10.5cm leFH 18のような105mm榴弾砲と比較すると口径が大きい分榴弾威力は高かったが、その代償として連射速度が低く重いため機動力にもやや劣った。

## 戦歴

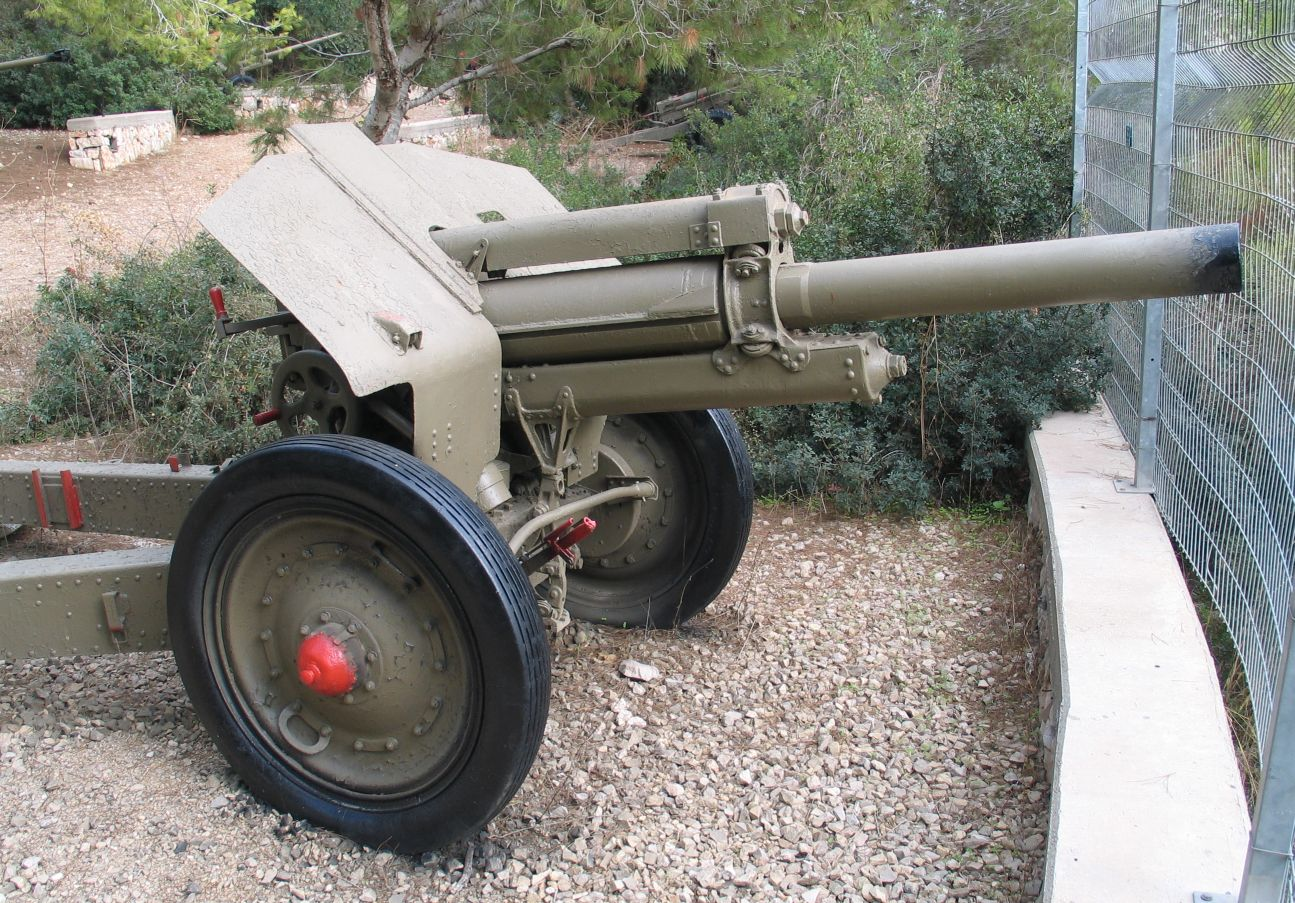
イスラエルの博物館に展示されるM-30榴弾砲

M-30は1938年から生産が開始され、冬戦争・継続戦争や独ソ戦で本格的に実戦投入された。このため、フィンランド軍やナチス・ドイツ軍に鹵獲された砲も多く、ドイツは12,2 cm sFH396(r)（ロシア製12.2cm396型重野戦榴弾砲）、フィンランドは122 H 38.として自軍で運用し、ドイツではこの砲のために122mm砲弾の生産まで行った。フィンランドは第二次世界大戦後もソ連製兵器を大量に購入しており、ドイツも旧東ドイツはソ連の影響下にあったため、運用が続けられた。
第二次大戦終結後はワルシャワ条約機構加盟国やシリア、エジプト、中華人民共和国、朝鮮民主主義人民共和国などの東側諸国にも供与され、朝鮮戦争や中東戦争などで多数が使用された。
中華人民共和国では、54式122mm榴弾砲の名称で制式採用され、最大射程を延長し駐退復座機の不具合を改良した54-I式122mm榴弾砲が開発された。また63-I式装甲兵員輸送車の車体上に54-I式122mm榴弾砲を搭載した、70式122mm自走榴弾砲（WZ-302）が開発された。
その後、ソビエト連邦軍では1960年代に新型のD-30 122mm榴弾砲に更新されて第一線部隊から退役したが、その後も多くのM-30が予備役部隊での運用に備えたり外国へ供与するためにモスボール保管されていたと考えられる。

## 派生型
D-1(M1943) 152mm榴弾砲
M-30の砲架にM-10(M1938) 152mm榴弾砲の砲身を取り付けた152mm榴弾砲。砲口に大型のマズルブレーキを設けているのが最大の特徴。
軍団直属の砲兵連隊に配備され、戦後は予備役となると共に多くが海外に供与された。

SU-122
T-34戦車の車体上に設けたケースメート式の戦闘室にM-30の駐退復座機を装甲板で覆ったM-30Sを搭載させた自走榴弾砲。対戦車戦闘に用いることも可能であるが、元が榴弾砲であるため初速が低く移動目標に対する命中精度が低かったため、主に直接照準による火力支援に用いられた。

54式122mm榴弾砲
中華人民共和国でライセンス生産されたM-30。中ソ対立が始まる前の中ソ蜜月時代にライセンス契約が結ばれた。派生形として、各部に小改良を施した54-I式が存在し、長年にわたって中国人民解放軍の主力榴弾砲として使用されていた。

70式122mm自走榴弾砲
63式(YW531)装甲兵員輸送車の車体に54-1式を搭載した自走榴弾砲。車体の兵員区画に直接59式を搭載しているため、NBC防護能力や榴弾の破片に対する防御力が低い。性能も旧ソ連製の2S1グヴォズジーカには及ばない。

## 運用国

### 現役
- ボリビア - 2024年時点で、ボリビア陸軍が36門のM-30を保有[1]。
- エジプト - 2024年時点で、エジプト陸軍が300門のM-30を保有[2]。
- インドネシア - 2024年時点で、インドネシア海兵隊が28門のM-30を保有[3]。
- ギニアビサウ - 2024年時点で、ギニアビサウ陸軍が合わせて18門のM-30/D-30を保有[4]。
- キルギス - 2023年時点で、キルギス陸軍が35門のM-30を保有[5]。
- レバノン - 2024年時点で、レバノン陸軍が26門のM-30を保有[6]。
- モルドバ - 2023年時点で、モルドバ陸軍が16門のM-30を保有[7]。
- 北マケドニア - 2024年時点で、北マケドニア共和国軍が56門のM-30を保有[8]。
- タンザニア - 2024年時点で、タンザニア陸軍が80門の54-I式を保有[9]。

## 登場作品

### アニメ
『進撃の巨人』
対巨人砲の名称で登場。中東連合が使用する他マーレ国も鹵獲した物を使用。作中では装甲列車にも搭載されており、対巨人戦で大きな火力を発揮する。

### ゲーム
『War Thunder』
ソビエト連邦のランクII駆逐戦車としてSU-122が開発可能。
『トータル・タンク・シミュレーター』
ソビエト連邦・ドイツ・ポーランド・米国・英国・フランス・イタリアの煙砲M-30として使用可能。